# Tat'jana Pileckaja
Tat'jana Pileckaja (Leningrado, 2 luglio 1928) è un'attrice sovietica.

## Filmografia parziale

### Attrice
- Nevesta (1956)
- Zelёnaja kareta (1967)
- Den' solnca i doždja (1967)

## Premi
- Artista onorato della RSFSR
- Artista del popolo della Federazione Russa
- Ordine d'Onore
- Ordine dell'Amicizia